# Campeonato Africano de Atletismo de 2018 - 5000 m masculino
A prova dos 5000 metros masculino do Campeonato Africano de Atletismo de 2018 foi disputada no dia 5 de agosto, no Estádio Stephen Keshi,  em Asaba,  na Nigéria. 

## Recordes
Antes desta competição, os recordes mundiais e do campeonato nesta prova eram os seguintes:
|                       | Nome            | Nacionalidade | Tempo      | Local   | Data                |
| --------------------- | --------------- | ------------- | ---------- | ------- | ------------------- |
| Recorde mundial       | Kenenisa Bekele | Etiópia       | 12m 37s 35 | Hengelo | 31 de maio de 2004  |
| Recorde do campeonato | Simon Chemoiywo | Quênia        | 13m 09s 68 | Durban  | 27 de junho de 1993 |
| Recorde africano      | Kenenisa Bekele | Etiópia       | 12m 37s 35 | Hengelo | 31 de maio de 2004  |

## Medalhistas
| Ouro                | Prata               | Bronze                     |
| Edward Zakayo (KEN) | Getaneh Molla (ETH) | Yemane Haileselassie (ERI) |

## Cronograma
Todos os horários são locais (UTC+1). 
| Data        | Hora  | Evento |
| ----------- | ----- | ------ |
| 5 de agosto | 18:30 | Final  |

## Resultado final
| Posição           | Atleta                              | Nacionalidade      | Tempo    | Notas |
| ----------------- | ----------------------------------- | ------------------ | -------- | ----- |
| Medalha de ouro   | Edward Zakayo                       | Quênia             | 13:48.58 |       |
| Medalha de prata  | Getaneh Molla                       | Etiópia            | 13:49.06 |       |
| Medalha de bronze | Yemane Haileselassie                | Eritreia           | 13:49.58 |       |
| 4                 | Selemon Barega                      | Etiópia            | 13:52.27 |       |
| 5                 | Cyrus Rutto                         | Quênia             | 13:53.78 |       |
| 6                 | Soufiyan Bouqantar                  | Marrocos           | 13:53.99 |       |
| 7                 | Younès Essalhi                      | Marrocos           | 13:58.64 |       |
| 8                 | Stephen Kissa                       | Uganda             | 13:59.90 |       |
| 9                 | Haymanot Alewe                      | Etiópia            | 14:00.67 |       |
| 10                | Rodrigue Kwizera                    | Burundi            | 14:00.88 |       |
| 11                | Dominic Lokinyomo Lobalu            | AR                 | 14:07.22 |       |
| 12                | Mehari Tesfai                       | Eritreia           | 14:11.23 |       |
| 13                | Ibrahim Hassan Bouh                 | Djibuti            | 14:15.25 |       |
| 14                | Kevin Kibet                         | Uganda             | 14:17.45 |       |
| 15                | Elroy Gelant                        | África do Sul      | 14:20.37 |       |
| 16                | Yahya Adam Abdelmunaim              | Sudão              | 14:21.77 |       |
| 17                | David Kulang                        | Sudão do Sul       | 14:22.84 |       |
| 18                | Siboniso Soldaka                    | África do Sul      | 14:47.25 |       |
| 19                | Ali Mahamat                         | Chade              | 14:59.67 |       |
| 20                | Ukuk Otho'o Bul                     | AR                 | 15:01.50 |       |
| 21                | Mahamadal Fadal Adamou Abdou        | Níger              | 15:15.37 |       |
| 22                | Valentin Betoudji                   | Chade              | 15:18.41 |       |
| 23                | Raouf Boubaker                      | Tunísia            | DNS      |       |
| 23                | Jach Majok Wol                      | Sudão do Sul       | DNS      |       |
| 23                | Thierry Ndikumwenayo                | Burundi            | DNS      |       |
| 23                | Toka Badboy                         | Lesoto             | DNS      |       |
| 23                | Alex Franck Cliford Ngouari-Mouissi | República do Congo | DNS      |       |
| 23                | Agustino Sulle                      | Tanzânia           | DNS      |       |
| 23                | Jonathan Ndivi                      | Quênia             | DNS      |       |
| 23                | Gabriel Geay                        | Tanzânia           | DNS      |       |

Legenda
| Recorde mundial       | Recorde mundial (World record)               |                       | Recorde africano                      | Recorde africano (African) |                                           | Q | Classificado por posição (Qualified) |
| Recorde do campeonato | Recorde do campeonato (Championship record)  | Recorde da América    | Recorde da América (Americas)         | q                          | Classificado por melhor tempo (Qualified) |   |                                      |
| Melhor marca do ano   | Melhor marca do ano (World leading)          | Recorde asiático      | Recorde asiático (Asian)              | DNS                        | Não largou (Did not start)                |   |                                      |
| Recorde nacional      | Recorde nacional (National record)           | Recorde europeu       | Recorde europeu (European)            | DNF                        | Não terminou (Did not finish)             |   |                                      |
| Recorde pessoal       | Recorde pessoal do atleta (Personal best)    | Recorde da Oceania    | Recorde da Oceania (Oceania)          | DSQ / DQ                   | Desclassificado (Disqualified)            |   |                                      |
| Recorde da temporada  | Recorde da temporada do atleta (Season best) | Recorde sul-americano | Recorde sul-americano (South America) | NM                         | Sem marca (No mark)                       |   |                                      |